# Carlos Eduardo Bendini Giusti
Carlos Eduardo Bendini Giusti (* 27. April 1993 in São Paulo), auch einfach nur Eduardo oder Dudu genannt, ist ein brasilianischer Fußballspieler.

## Karriere

### Verein
Carlos Eduardo Bendini Giusti stand von 2011 bis 2014 bei CA Metropolitano im brasilianischen Blumenau unter Vertrag. Von August 2012 bis Januar 2013 wechselte er auf Leihbasis nach Österreich. Hier spielte er für den FC Lustenau 07 aus Lustenau in der dritten Liga, der Regionalliga. Nach Ende der Ausleihe lieh ihn der ebenfalls in Lustenau beheimatete Zweitligist SC Austria Lustenau aus. Nach Saisonende in Österreich wechselte er im Juli 2013 ebenfalls auf Leihbasis zum japanischen Verein Gainare Tottori. Der Verein, der in der Präfektur Tottori beheimatet ist, spielte in der zweiten japanischen Liga, der J2 League. Am Ende der Saison musste er mit dem Klub den Weg in die Drittklassigkeit antreten. Nach dem Abstieg verließ er den Verein und wechselte wieder auf Leihbasis zum japanischen Zweitligisten Tochigi SC nach Utsunomiya. Nach Vertragsende bei Metropolitano unterschrieb er im August 2014 einen Vertrag beim japanischen Erstligisten Kashiwa Reysol in Kashiwa. Die Saison 2016 wurde er an den Ligakonkurrenten Kawasaki Frontale ausgeliehen. Mit dem Verein aus Kawasaki wurde er am Ende der Saison Vizemeister. Nach der Ausleihe wurde er von Frontale 2017 fest unter Vertrag genommen. 2017 und 2018 feierte er mit Frontale die japanische Meisterschaft. Nach insgesamt 42 Erstligaspielen wechselte er 2019 zum ebenfalls in der ersten Liga spielenden Matsumoto Yamaga FC. Am Ende der Saison musste er mit dem Klub aus Matsumoto in die zweite Liga absteigen. Nach dem Abstieg verließ er Matsumoto und schloss sich dem Erstligisten Sagan Tosu aus Tosu an. Für Tosu absolvierte er 57 Ligaspiele. Anfang Februar 2022 wechselte er nach Yokohama zum Ligakonkurrenten Yokohama F. Marinos. Am Ende der Saison 2022 feierte er mit den Marinos die japanische Meisterschaft. Ein Jahr später wurde er mit dem Verein Vizemeister. Nach 77 Ligaspielen wechselte er im Januar 2025 nach Nagasaki zum Zweitligisten V-Varen Nagasaki.

### Nationalmannschaft
Carlos Eduardo Bendini Giusti spielte 2014 einmal in der brasilianischen U23-Nationalmannschaft.

## Erfolge
Kawasaki Frontale
- Japanischer Meister: 2017, 2018

Yokohama F. Marinos
- Japanischer Meister: 2022
- Japanischer Vizemeister: 2023